# 山北早紀
山北 早紀（やまきた さき、1991年2月28日 - ）は、日本の女性アイドル、声優、歌手、作詞家。アイドルグループ・i☆Risのリーダー。北海道札幌市出身。81プロデュース、エイベックス・ピクチャーズに所属。

## 略歴

### 生い立ち
幼少期は目立つことが嫌いであり、母以外とは接したくないという子供だったという。
アイドルになりたいと思ったのは小学3年生くらいからなれると思っていた。当時はモーニング娘。の全盛期で、周囲は皆「アイドルになりたい」と言っており、「ふつうに勉強して進学したほうがいい」と言われていた。その時は好きだったことから、親戚からライブDVDを借りて、影で振りコピしていたという。
小学校高学年の頃、男性アイドルに憧れ始めて、グループアイドルが好きであり、「アイドルになってみたいな」と思うようになった。その時は「かっこよくなりたい」と思い、髪をショートにしたり、親に内緒でピアスの穴を開けたりしていたという。
中学2年生の頃はお笑い芸人になろうと、長州小力のモノマネをしたりしていた。中学3年生くらいでアニメを見るようになり、受験シーズンで部活も早く終わることから、「ヒマだな〜」とテレビをつけたところ「おもしろい！ 」となったという。マセていたことから、アニメを見てると思われるのが恥ずかしく、母がいない時に見ていたという。
中学時代に、女性声優のかっこよさに気づいてきっかけになったのはテレビアニメ『うえきの法則』。テレビで見て面白かったことからDVDを買っていたところ、特典映像として収録されていた声優の座談会に主人公、植木耕助役の朴璐美とロベルト・ハイドン役の斎賀みつきが出演しており、2人とも男子役を演じており、本人もかっこよく「声優さんっていいな」と思うようになったという。メドレーに必ず入れたい曲にも同作の後期のエンディングの『No Regret』と挙げている。
高校1年生の時、テレビアニメ『涼宮ハルヒの憂鬱』で平野綾のファンになり、さらに水樹奈々のファンにもなり、「声優って歌も歌うんだ」「これ、私のやりたいことじゃん」「私も、歌って踊れる声優になりたい」と思い始める。高校卒業と同時に、総合学園ヒューマンアカデミー札幌校パフォーミングアーツカレッジ第5期に通い始める。当時は芝居をやることの難しさ、気持ちの作り方に悩んでいた事があり、人前で芝居をすることが恥ずかしかったという。ダンスも歌も人前で披露することが「恥ずかしい」と思わなかったが、芝居で別の人になるには抵抗が生まれてしまい、自信がなかったと語る。しかしその直後にカフェのバイトに熱中し、学校に通わなくなり、学校に毎日出席できなくなった。
2年生の冬に学校の講師から「卒業式には絶対来いよ」と電話があり、卒業式の日に、久々に会った卒業生の皆が希望に満ち溢れていたという。それを見ていたところ「外には出られなくなるし、ごはんも食べたくなくなるし」というくらい自己嫌悪に陥り「自分で自分の経歴をズタボロにしちゃったし、今さらなんの伝手もなしに夢は追いかけられないよなあ」と落ち込んでいた。しかし「私、このままじゃダメだな」と思い、自分なりに動いてみることにしたという。

### キャリア
大手レコード会社エイベックスと、声優事務所81プロデュースがタッグを組んで開催した「アニソン・ヴォーカルオーディション」の合格者6名にて結成されたアイドルグループ・i☆Risのリーダーとしても活動している。
当時はバイトに熱中するあまり、学生時代にオーディションを受けたことがなく、20歳を過ぎていたが、「アニソン歌手なら今からでも遅くない」という気持ちでニートを卒業するために21歳で応募。ギリギリまで悩んで、ネット経由で応募したのは応募締め切りの10分前くらいだったが、最終審査まで進むことができ、上京したという。その時も「年齢制限22歳なのに、私はもう21歳だし、まあダメかな」と思っていたため、同時にブランドの就職面接を受けたりもしていた。そのオーディションと同時に、エイベックスのアイドルオーディションにも応募しており、それくらいアイドルをしたかったという。声優としての活動は「大丈夫かな」と少し不安もあったという。
2016年、第10回声優アワードにて、i☆Risの一員として歌唱賞を受賞した。

## 人物
名前の「紀」は「1世紀も2世紀も長生きするように」という意味である。
小原莉子とは仲が良くジャンプフェスタで楽屋が一緒になったのが初対面であり、顔をあわせた瞬間に「なんだ、このかわいい人は！ 今度絶対におそう♪」と思っていたという。しかし人見知りでなかなか近寄れず、3年かけて、素を見せられるようになったという。
カラオケの趣味も似ており、2人とも倖田來未の曲が好きである。他にも似ているところが多く小原は「顔も似てる」と言われ、お互いにメイドとコスプレが好きだという。

### 特色
ライブでは切れ味鋭いダンス、高い歌唱力で魅せている。一方、MCでは軽快なトークで笑いを起こしている。
舞台、コントライブにも出演している。個性的な作詞センスを持っており、作詞活動も精力的に行っている。
『プリパラ』では東堂シオン役を演じていたが、演じれば演じるほど愛情は深まり、2015年時点ではシオンのウチワ、グッズで部屋がいっぱいになるくらい好きだという。シオン役は「やるって決めたらナンバーワンを取るまで走り続けるカッコいい人」と語り、山北も、「大人だし落ち着いたら」と言われているが、年齢関係なくやりたいという。「シオンちゃんみたいに生きたい」と気持ちが年々強くなり、シオンに出会えたのは「必然だったのかも」と語る。シオンは「自分と全然違うタイプだ」と感じていた。しかし「演じるからにはキャラクターに失礼なことは絶対できない」と思ってたことからステージでシオンを演じていた時はスタイルの良さをバンと出し、低音で歌い、キレキレに踊っていた。ファンの皆は自分たち以上にキャラクターのことを理解してくれることからイメージを壊したくなく、「ちゃんと武士魂でステージに立ちたい!」という気持ちが強かったのかもしれないという。

### 趣味・嗜好
趣味は一人旅、ホットヨガ、サウナ、ラーメン、コスメ、加湿器収集。特技はお菓子作り、バトントワリング。美容オタクで、化粧品検定1級を持っている。松本梨香の「めざせポケモンマスター」を好んでいるという。
2015年時点では週に1度ダンスとボーカルのレッスンはあるが、行けない時も多いため、皆でも練習しており、腹筋したり、30分くらい走ったり、苦にならない程度にしているという。Gacharic Spinの曲を聴いて、「自分たちも頑張ろう！」と気合いを入れながら走っているという。
-196℃ ストロングゼロが好きである。推しはカービィと述べている。推しのアイドルは年上のアイドルが好きだったという。モーニング娘。の元メンバーの道重さゆみ、SUPER☆GiRLSの元メンバーの八坂沙織に憧れていたが、全員卒業し、2016年時点では、prediaを挙げている。

### i☆Risとして
「i☆Ris」でのイメージカラーはグリーン、チャームポイントはやわらかいほっぺ。
元々アイドルになりたかったのは山北だけで、「まさか自分は受からないだろう」と思っていたことから合格した時は嬉しかったという。
「他にもメンバーがいます」と言われ、「最年長かな?」と思っていたところ案の定であった。対面していたところアクの強そうな子ばかりで、「これは前途多難かもしれない」と思ったという。
結成当初は山北だけ20代で、「リーダーとしてちゃんとしなきゃ」と思っていたという。しかし2月生まれだったため、集団の中で最年長ポジションになるのは嫌いであり、一人っ子だったことから親の愛を一身に受けて育ってきており、学校でも末っ子ポジションだったという。
高校も女子校で、バイト先も女子ばかりで、常に女子ネットワークの中で生きてきたため、女子とうまくやれる女子像はなんとなくわかってるつもりでもいたという。その時、「i☆Risはみんな押しが強いから、私は一歩引いてバランスをとったほうがいいな」とは思っており、芹澤優や久保田未夢に焦らされたという。結成当時、「みんなを引っ張っていかなきゃみたいな」という思いはあったが、すぐに消えたという。一時期は、皆の前でも沈んでいるのを出してたかもしれないという。
デビュー前の合宿の時は夜飯を食べている時、リーダーぶって皆に「この6人で売れよぉね♡」「てっぺん目指そ〜ね♪」と言っていた。前述のとおりアイドルを目指していたため、「アイドルといえば武道館！」とはじめから思っていたが、皆目の前のことに必死であった。合宿の最初のほうで、マネージャーから「リーダーね」と言われ、後から「どうして私なんですか？」と聞いていた。その時に「リーダーできそうだからだよ」と言われたが、「明らかに年齢だな」と察していたという。それこそi☆Risの父と呼ばれるスタッフに「おまえはただ可愛いだけでつまらない」、「もっと面白いんだから、それを出せ」、「だから出してもいいのかな～」と言われた。もっと言い方は優しかったが、当時はけっこう自分のキャラや個性の出し方については悩んでいた。皆の心の中に「自分が目立たなきゃ」、「ここでアピールしないと」という競争心があったため、合宿の合間に1stシングル『Color』のミュージックビデオを収録していた時は、初めての終日撮影でしんどかった。終えた時に「メンバーみんなでつらさを共有した」のような気持ちになったという。
デビューした頃は、思うような結果が出せず、最年長ということもあり、「テコ入れで辞めさせられてしまうのではないか」と考えていたこともあった。
デビュー当時は「清楚さ」を演出したり、実情以上の仲の良さをアピールしたりしていた部分もああり、人気のアイドルグループを見て、「正統派がウケる時代だな」と感じてそれに寄せていた。その後の活動の形になったことについては活動初期のスタッフが、舞台裏でおちゃらけていた山北に対して「面白いところも絶対に出した方がいいよ」と言ってくれたことが大きいかもしれないと語る。
2014年3月の新宿BLAZEで2ndワンマンライブでも客が入らず、「これはもうダメかもしれない」と思っていたという。同年、メンバー全員が主要キャラを演じる『プリパラ』で多くのアニメファンに認知されたことで、11月の2周年ライブは、六本木ブルーシアターが超満員になり、「やっとここまで来ることができた」と思ったという。
個人の声優仕事がない時期がしばらく続いていた頃に、メンタルがやられてしまったという。Wake Up, Girls!のライブを観に行っていたところ、「向けてるのと同じ笑顔を私たちに向けてくれるみんなを裏切りたくない」、「武道館も近いことだし、みんなが喜んでくれて、しかも自分のやりたいことでもある、歌やダンスをもっとまっすぐにやっていこう」、「やっぱりライブって楽しいなぁ」と純粋な気持ちになって初心に戻れたという。2016年11月に開催された日本武道館についても嬉しかったが、途中までは緊張しっぱなしで、「やっと楽しくなってきた」と思っていたという。ライブを終えた時は「もっともっとやりたいことがあったな」という気持ちが残っていたという。
武道館後は、「一人ひとりの活動も大事にしていったほうがいいんじゃないか」という方向性に悩んだ時期でもあり、「i☆Risを辞めよう」とまで思ってたという。そんな中、新たなスタッフが入ってくるなど、環境の変化もあり、「ここでi☆Risの軌道修正をしなきゃ！」と山北自身の中での意識が変わったという。
2024年時点でもアイドルとしての活動を続けているが、活動を続ければ続けるほど先輩や同年代のアイドルが少なくなってきたことも気持ちの変化を加速していた。その時に「励まされる」などと言われることが増えたが、山北は「必ずしもそうではない」と語り、「今だからできるパフォーマンスで、同年代の人々に希望や元気を届けたいからこそ続けている」という感覚も個人的には強いと語る。長く続けていたことから経験できた嬉しい出来事もたくさんあった。その1つが、仕事で他のアイドルに会うと「小さい頃見ていました！」と感激してもらえること、声優や主題歌を担当していた『プリパラ』の放送当時に子供だったファンが、ライブにきてくれるようになったことだった。『プリパラ』の放送当時は「大きくなったら、お金を貯めて会いに行きます」という手紙をたくさんもらっており、長く活動したことについては「本当に良かったな」と思ったという。
茜屋日海夏によるとi☆Risでのポジションは「天然」と例えている。
山北曰くi☆Risにとって転機となった曲は『Summer Dude』、山北自身が転機となった曲は『12月のSnowry』を挙げている。

## 出演
太字はメインキャラクター。

### テレビアニメ
2013年
- 這いよれ! ニャル子さんW（ツル子）
- プリティーリズム・レインボーライブ（客3）

2014年
- プリパラ（2014年 - 2017年、女の子、東堂シオン）

2016年
- ベイブレードバースト（高木アツト）

2017年
- アイドルタイムプリパラ（2017年 - 2018年、プニコン、東堂シオン）
- ラブライブ!サンシャイン!!（萌の母、キャビンアテンダント、メイド、解答者A）
- ブレンド・S（母親、女子高生）

2018年
- ブラッククローバー（エリカ・シターテ）
- ピアノの森（2018年 - 2019年、アナウンス、エンゲルハード）- 2シリーズ
- ぐらんぶる（2018年 - 2025年、大橋りえ、客） - 2シリーズ
- キラッとプリ☆チャン（2018年 - 2021年、歩堂デヴィ、おばあさん、ファン、キツネ、ハマちゃん 他）

2022年
- ラブライブ!虹ヶ咲学園スクールアイドル同好会（ラクシャータ）
- 連盟空軍航空魔法音楽隊ルミナスウィッチーズ（グレイスの部下A、村長の子供の姉、客車の母）

### 劇場アニメ
- プリパラシリーズ（2015年 - 2025年、東堂シオン[70][71][72][73]） - 6作品
- KING OF PRISM -PRIDE the HERO-（2017年、観声）
- i☆Ris the Movie - Full Energy!! -（2024年、山北早紀[74]）

### OVA
- 姉ログ（2014年、女子生徒・通行人、女子） - コミックス第5・6巻OVA付き限定版
- ハンツー×トラッシュ（2015年 - 2016年、速水真紀[75]）

### Webアニメ
- モンキーピーク（2018年、林[76]）
- アイドルランドプリパラ（2021年 - 2022年、東堂シオン、プニコン）

### ゲーム
2010年代
- メタルマックス4 〜月光のディーヴァ〜（2013年、ミント）
- 俺タワー -Over Legend Endless Tower-（2014年、クローラクレーン、ラジオペンチ、トラックミキサー、タイヤローラー）
- プリパラ（2014年、シオン）
- 白猫テニス（2016年、スカイ）
- プリパラ プリパズ（2016年、東堂シオン）
- SOUL REVERSE ZERO（2017年、グリンダ、マザー・シプトン）
- プリパラ オールアイドルパーフェクトステージ!（2018年、東堂シオン）
- SHOW BY ROCK!!（2018年、ハムサキン）
- クイーンズブレイド WHITE TRIANGLE（2019年、テイラー）
- グランドサマナーズ（2019年、シュリ）

2020年代
- Root Film ルートフィルム（2020年、琴城絢音）
- アイドルランドプリパラ（2023年、東堂シオン）

### ドラマCD
- 第38期 藍本女子高等学校生徒会活動日誌 あいぽん（2014年 - 2015年、本田可憐） - i☆Ris 2nd Anniversary Live〜Dream Evolution〜入場者に配布された非売品ドラマCD、漫画単行本の付属ドラマCD
- 同人に夢みて（2014年、女性司会者、携帯音声）
- クラスメイトが使い魔になりまして ドラマCD「リリスのモテ力アップ講座」（2020年、三条茉莉花[83]）

### オーディオブック
- 異世界修学旅行（2020年、和泉刀香＋仲村渠樹璃愛ほか[84]）
- クラスメイトが使い魔になりまして 1～2（2020年 - 2021年、三条茉莉花[85][86]）
- ふぉーくーるあふたー（2021年、カラミティーサタン[87]）

### 吹き替え
- キャスパーのオバケ学園（2014年、ダミーガール）
- ちいさなプリンセス ソフィア（2015年、ラニ、レイラニ）

### デジタルコミック
- ホタルノヒカリ（2013年、古田優子）
- キミと結婚なんかしない!（2021年、桜井乃愛[88]）

### 舞台
2016年
- ライブミュージカル「プリパラ」み〜んなにとどけ！プリズム☆ボイス（2月4日 - 7日、Zeppブルーシアター六本木） - 東堂シオン 役
- SOLID STARプロデュースVol.6「ヨビコー!!〜You be cool !〜」（3月4日・6日、六行会ホール） - 渋谷葵 役
- SOLID STARプロデュースVol.7「明るいお葬式」（6月15日 -19日、俳優座劇場） - 小田巻弥生 役
- SOLID STARプロデュースVol.8「主人がオオアリクイに殺されて１年が過ぎました。」（10月5日 - 10日、俳優座劇場） - 大久保泉 役

2017年
- ライブミュージカル「プリパラ」み〜んなにとどけ！プリズム☆ボイス2017（1月26日 - 29日、Zeppブルーシアター六本木） - 東堂シオン 役
- MONSTER LIVE!（5月30日 - 31日・6月2日 - 4日、新宿シアターモリエール）
- SOLID STARプロデュース vol.12「ハッピーマーケット！」（11月22日 - 26日、全労済ホール／スペース・ゼロ） - 秋田真知子 役

2018年
- 劇団キャットミント 第十四回公演「にわか雨」（8月23日 - 26日、中目黒キンケロ・シアター） - 琴川先生 役
- ミュージカル座10月公演「トラブルショー」（10月18日 - 22日、IMAホール） - 鮎川瞳 役

2019年
- SOLID STARプロデュース vol.17「ハッピーマーケット！！」（6月19日 - 23日、全労済ホール/スペース・ゼロ） - 秋田真知子 役
- MONSTER LIVE!（10月4日 - 6日、俳優座劇場）

### 朗読劇
2018年
- ニッポン朗読アカデミー 朗読劇『謎解きはディナーのあとで』二股にはお気をつけください（4月28日、博品館劇場） - 宝生麗子 役 / ナレーション

2022年
- Girls Reading Theater 「若草物語」（3月13日、浅草花劇場）

### ラジオ
※はインターネット配信。
- A&G ARTIST ZONE i☆Risの2h（2013年 - 2014年、超!A&G+※） - i☆Risメンバーによる交代制パーソナリティ[95]
- DIVEⅡStation NewGenerations!（2015年 - 2016年、文化放送）
- i☆Ris山北早紀の はなきん（＾_＾）→さきさまんでー♪（2016年 - 2017年、超!A&G+※）
- プリンセスカフェラジオ（2018年 - 2019年、超!A&G+※）
- &キャスト!!!アワー クイーンズブレイド TRIANGLE スクランブル（2018年 - 2020年、&CAST!!!・文化放送）[96]
- 七転八起～Never give up～（2023年 - 、NACK5）

### ナレーション
- きみだけTV（2016年11月8日、2017年1月24日・3月14日・21日、日本海テレビ）
- 釣りビジョン 釣りはじめますⅡ

### テレビ番組
※はインターネット配信。
- なかのひと。（2013年4月2日 - 2014年1月21日、北海道放送、MUSIC ON! TV）
- 出動!ロボカーポリー（2013年10月6日 - 2014年3月30日、テレビ東京）
- 教えて!熱血高知!（2016年9月24日・12月3日・2017年2月5日、BSフジ）
- ガチi☆Ris（2019年 - 2020年、ニコニコチャンネル※）[97]
- Let's さきさまっちょ!!（2020年、ニコニコチャンネル※）[98]

### インフォマーシャル
- 超特急のふじびじスクール!（2016年2月6日・13日、フジテレビ) - 女性教師 役
- エンタメステーション in 札幌ド真中（2017年5月4日 - 10日、4丁目プラザ「メガ・ビジョン ４プラ」・札幌市営地下鉄大通駅南改札口前「ha・na・vi」）

### 映像商品
2016年
- MAKING OF ヨビコー!! 〜You be cool!〜 どーする（舞台『ヨビコー!! 〜You be cool!〜』メイキングDVD）
- SOLID STARプロデュースVol.6 ヨビコー!! 〜You be cool!〜 さき様Ver.（舞台『ヨビコー!! 〜You be cool!〜』公演DVD）
- MAKING OF 明るいお葬式 嘘LIES（舞台『明るいお葬式』メイキングDVD）
- プリパラ クリスマス☆ドリーム ライブDVD
- SOLID STARプロデュースVol.7 明るいお葬式（舞台『明るいお葬式』公演DVD）
- MAKING OF 主人がオオアリクイに殺されて1年が過ぎました。 僕らが稽古を始めて1ヶ月が過ぎました。（舞台『主人がオオアリクイに殺されて1年が過ぎました。』メイキングDVD）
- プリパラ サマーアイドルライブツアー2016

2017年
- SOLID STARプロデュースVol.8 主人がオオアリクイに殺されて1年が過ぎました。（舞台『主人がオオアリクイに殺されて1年が過ぎました。』公演DVD）
- 「ライブミュージカル プリパラ み～んなにとどけ!プリズム☆ボイス2017」DVD
- プリパラ クリスマス☆ドリームライブ2016
- 釣りビジョン 釣りはじめますⅡ ナレーション

### その他コンテンツ
- DAM『あにそんボーカル』「Falco-ファルコ-」「嫌いなワケLychee」「No D&D code」「Make it!」[99]
- ガールズラジオデイズ（金明凪紗[100]）
- ひなビタ♪（久領堤纒）
- ボイスアプリ「LisPon」オリジナルドラマ『窓際族だけど、気づいたら異世界で勇者になっていた。 第八話 ゲスメガネの秘密』（2017年、リリィ）

## ディスコグラフィ

### キャラクターソング
| 発売日         | 商品名 | 歌 | 楽曲 | 備考                                                                         |
| -------------- | --- | --- | --- | ---------------------------------------------------------------------------- |
| 2013年10月16日 | 這いよれ！ニャル子さんWコンプリートベスト「邪礼曲たち」                                                                        | RAMMに這いよるツル子さん（山北早紀）                                                                                       | 「嫌いなワケLychee ツル子ver.」 | テレビアニメ『這いよれ! ニャル子さんW』挿入歌                                |
| 2015年2月11日  | プリパラ アイドルソング♪コレクション byシオン&ドロシー&レオナ                                                                  | Dressing Pafé | 「No D＆D code」 「CHANGE! MY WORLD」 | テレビアニメ『プリパラ』挿入歌                                               |
| 2015年4月2日   | プリパラ ヘッドフォン&プリパラゲームミュージックコレクション プレミアムセット 付属CD「プリパラゲームミュージックコレクション」 | Dressing Pafé | 「ガムシャランホイ」 | ゲーム『プリパラ』関連曲                                                     |
| 2015年6月17日  | プリパラ☆ミュージックコレクション                                                                                              | SoLaMiDressing | 「Love friend style」 「Realize!」 | テレビアニメ『プリパラ』挿入歌                                               |
| 2015年6月17日  | プリパラ☆ミュージックコレクション                                                                                              | SoLaMiDressing&Falulu | 「Make it!」 | テレビアニメ『プリパラ』挿入歌                                               |
| 2015年9月11日  | 劇場版プリパラ み〜んなあつまれ！プリズム☆ツアーズ テラコズミック☆スペシャルツアーセット 特典CD                                | SAINTS、SoLaMiDressing | 「Make it! -SAINTS & SoLaMiDressing ver.-」 | 劇場アニメ『劇場版プリパラ み〜んなあつまれ！プリズム☆ツアーズ』挿入歌       |
| 2015年10月14日 | プリパラ ドリームソング♪コレクション -SUMMER-                                                                                  | ドレッシングふらわー | 「トンでもSUMMER ADVENTURE」 | テレビアニメ『プリパラ』挿入歌                                               |
| 2015年10月14日 | プリパラ ドリームソング♪コレクション -SUMMER-                                                                                  | 東堂シオン（山北早紀） | 「絶対生命 final show女」 | テレビアニメ『プリパラ』挿入歌                                               |
| 2015年11月25日 | レインボウ・メロディー♪ CD+DVD盤／CD only盤                                                                                    | プリパラドリーム☆オールスターズ                                                                                            | 「レインボウ・メロディー♪」 | テレビアニメ『プリパラ』エンディングテーマ                                   |
| 2015年11月25日 | レインボウ・メロディー♪ CD+DVD盤／CD only盤                                                                                    | SoLaMiDressing | 「ラッキー!サプライズ☆バースデイ –for Laala-」 | テレビアニメ『プリパラ』挿入歌                                               |
| 2016年3月9日   | プリパラ ドリームソング♪コレクション-WINTER-                                                                                   | セレパラ歌劇団 | 「ホワット・ア・ワンダプリ・ワールド!!」 | テレビアニメ『プリパラ』挿入歌                                               |
| 2016年6月22日  | プリパラ☆ミュージックコレクション season.2                                                                                     | ふれんど〜る、セレパラ歌劇団                                                                                               | 「アラウンド・ザ・プリパランド！」 | テレビアニメ『プリパラ』挿入歌                                               |
| 2016年9月30日  | 映画プリパラ み〜んなのあこがれ♪レッツゴー☆プリパリ Blu-ray 初回生産限定特装版 特典CD                                          | Dressing Pafé | 「ドリームパレード -Dressing Pafe Ver.-」 | 劇場アニメ『映画プリパラ み〜んなのあこがれ♪レッツゴー☆プリパリ』挿入歌      |
| 2016年9月30日  | 映画プリパラ み〜んなのあこがれ♪レッツゴー☆プリパリ Blu-ray 初回生産限定特装版 特典CD                                          | プリパラ☆オールアイドル's                                                                                                  | 「オールアイドル組曲 プリシャス♪」 | 劇場アニメ『映画プリパラ み〜んなのあこがれ♪レッツゴー☆プリパリ』挿入歌      |
| 2016年11月23日 | Growin' Jewel! | SoLaMiDressing | 「Growin' Jewel!」 | テレビアニメ『プリパラ』エンディングテーマ                                   |
| 2016年11月23日 | Growin' Jewel! | Dressing Pafé | 「Growin' Jewel!」 | テレビアニメ『プリパラ』エンディングテーマ                                   |
| 2016年12月23日 | プリパラソング♪コレクション 1stステージ                                                                                        | 「ラン♪ for ジャンピン！」                                                                                                 | テレビアニメ『プリパラ』挿入歌 |                                                                              |
| 2016年12月25日 | PriPara Music Collection vol.1                                                                                                 | シオン（山北早紀） | 「ガムシャランホイ」 「放課後ハートフルダッシュ」 | ゲーム『プリパラ』関連曲                                                     |
| 2016年12月25日 | PriPara Music Collection vol.1                                                                                                 | シオン（山北早紀）、ドロシー（澁谷梓希）、レオナ（若井友希）                                                               | 「放課後ハートフルダッシュ」 | ゲーム『プリパラ』関連曲                                                     |
| 2016年12月25日 | PriPara Music Collection vol.2                                                                                                 | シオン（山北早紀）、ドロシー（澁谷梓希）、レオナ（若井友希）                                                               | 「GoGo!プリパライフ」 | ゲーム『プリパラ』関連曲                                                     |
| 2016年12月25日 | PriPara Music Collection vol.2                                                                                                 | シオン（山北早紀） | 「GoGo!プリパライフ」 「ハロハロフレンズ 」 | ゲーム『プリパラ』関連曲                                                     |
| 2016年12月25日 | PriPara Music Collection vol.2                                                                                                 | らぁら（茜屋日海夏）、みれぃ（芹澤優）、そふぃ（久保田未夢）、シオン（山北早紀）、ドロシー（澁谷梓希）、レオナ（若井友希） | 「ハロハロフレンズ 」 | ゲーム『プリパラ』関連曲                                                     |
| 2017年4月19日  | 劇場版プリパラ み〜んなでかがやけ！キラリン☆スターライブ！ SOUND COLLECTION                                                    | スーパープリパラ☆オールアイドル's                                                                                          | 「ぷりぱら☆ララン」 | アニメ映画『劇場版プリパラ み〜んなでかがやけ!キラリン☆スターライブ!』挿入歌 |
| 2017年6月30日  | プリパラ ULTRA MEGA MIX COLLECTION                                                                                             | SoLaMiDressing、ファルル（赤﨑千夏）                                                                                       | 「Make it!（90'S Pop Techno Remix）」 | テレビアニメ『プリパラ』関連曲                                               |
| 2017年6月30日  | プリパラ ULTRA MEGA MIX COLLECTION                                                                                             | Dressing Pafé | 「No D&D code（Y&Co. Hard Dance Remix）」 「CHANGE! MY WORLD（Blacklolita Future Bass Remix）」                                                                                            | テレビアニメ『プリパラ』関連曲                                               |
| 2017年6月30日  | プリパラ ULTRA MEGA MIX COLLECTION                                                                                             | ドレッシングふらわー | 「トンでもSUMMER ADVENTURE（Extra Drop Mix）」 | テレビアニメ『プリパラ』関連曲                                               |
| 2017年6月30日  | プリパラ ULTRA MEGA MIX COLLECTION                                                                                             | SoLaMiDressing | 「Love friend style（DJ Shimamura's Hardcore Rave Remix）」 | テレビアニメ『プリパラ』関連曲                                               |
| 2017年7月26日  | アイドル:タイム!! | SoLaMiDressing | 「アイドル:タイム!!」 | テレビアニメ『アイドルタイムプリパラ』エンディングテーマ                     |
| 2017年9月20日  | プリパラ☆ミュージックコレクション season.3                                                                                     | SoLaMi♡SMILE、Dressing Pafé、NonSugar、Tricolore、Gaarmageddon、UCCHARI BIG-BANGS                                          | 「組曲フォーエバー☆フレンズ〜インターリュード〜「メモリーズ・メドレー」」 「組曲フォーエバー☆フレンズ〜第三楽章〜「My Friend, Dear Friend」 〜第四楽章〜「ウィー・アー・ザ・フレンズ！」」 | テレビアニメ『プリパラ』挿入歌                                               |
| 2017年12月6日  | アイドルタイムプリパラ♪ソングコレクション 〜ゆめペコおかわり！〜                                                               | 虹色にの（大地葉）、東堂シオン（山北早紀）                                                                                 | 「快打洗心♡カッキンBUDDY」 | テレビアニメ『アイドルタイムプリパラ』挿入歌                                 |
| 2017年12月8日  | プリパラ ULTRA MEGA MIX COLLECTION Vol.2                                                                                       | 東堂シオン（山北早紀） | 「絶対生命final show女（KAZBONGO Zettai Electro Remix）」 | テレビアニメ『プリパラ』関連曲                                               |
| 2017年12月8日  | プリパラ ULTRA MEGA MIX COLLECTION Vol.2                                                                                       | セレパラ歌劇団 | 「ホワット・ア・ワンダプリ・ワールド!!（Y&Co. Eurobeat Remix）」 | テレビアニメ『プリパラ』関連曲                                               |
| 2017年12月8日  | プリパラ ULTRA MEGA MIX COLLECTION Vol.2                                                                                       | SoLaMiDressing | 「ラッキー！サプライズ☆バースデイ（Y&Co. 80's Factory Remix）」 | テレビアニメ『プリパラ』関連曲                                               |
| 2017年12月8日  | プリパラ ULTRA MEGA MIX COLLECTION Vol.2                                                                                       | ふれんど〜る、セレパラ歌劇団                                                                                               | 「アラウンド・ザ・プリパランド！（DJ BOSS Cyber Remix）」 | テレビアニメ『プリパラ』関連曲                                               |
| 2017年12月10日 | GAME PriPara Music Collection vol.4                                                                                            | らぁら（茜屋日海夏）、みれぃ（芹澤優）、そふぃ（久保田未夢）、シオン（山北早紀）、ドロシー（澁谷梓希）、レオナ（若井友希） | 「Yeah!Yeah!☆IDOLPARTY」 | ゲーム『プリパラ』関連曲                                                     |
| 2017年12月10日 | GAME PriPara Music Collection vol.4                                                                                            | シオン（山北早紀） | 「Yeah!Yeah!☆IDOLPARTY」 | ゲーム『プリパラ』関連曲                                                     |
| 2018年1月26日  | プリパラ ULTRA MEGA MIX COLLECTION Vol.3                                                                                       | Dressing Pafé | 「ラン♪ for ジャンピン！（Blacklolita Bit Future Remix）」 | テレビアニメ『プリパラ』関連曲                                               |
| 2018年1月26日  | プリパラ ULTRA MEGA MIX COLLECTION Vol.3                                                                                       | SoLaMiDressing | 「Growin' Jewel!（Y&Co. 80's Eurobeat Remix）」 | テレビアニメ『プリパラ』関連曲                                               |
| 2018年1月26日  | プリパラ ULTRA MEGA MIX COLLECTION Vol.3                                                                                       | スーパープリパラ☆オールアイドル's                                                                                          | 「ぷりぱら☆ララン（DJ Noriken Hardcore Mix）」 | テレビアニメ『プリパラ』関連曲                                               |
| 2018年1月31日  | Journey to the Sunshine | Aqoursと浦の星の仲間たち                                                                                                   | 「勇気はどこに？君の胸に！」 | テレビアニメ『ラブライブ！サンシャイン!!』第2期エンディングテーマ            |
| 2018年6月27日  | アイドルタイムプリパラ☆ミュージックコレクション                                                                                | Dressing Pafé | 「Get Over Dress-code」 | テレビアニメ『アイドルタイムプリパラ』挿入歌                                 |
| 2018年6月27日  | アイドルタイムプリパラ☆ミュージックコレクション                                                                                | SoLaMiDressing | 「Memorial」 | テレビアニメ『アイドルタイムプリパラ』挿入歌                                 |
| 2018年6月30日  | GAME PriPara Music Collection vol.6                                                                                            | シオン（山北早紀） | 「Free Dreamin'」 | ゲーム『プリパラ』関連曲                                                     |
| 2018年11月28日 | アイドルタイムプリパラ ULTRA MEGA MIX COLLECTION                                                                               | 虹色にの（大地葉）、東堂シオン（山北早紀）                                                                                 | 「快打洗心♡カッキンBUDDY（DJ BOSS DISCO STYLE）」 | テレビアニメ『アイドルタイムプリパラ』関連曲                                 |
| 2018年11月28日 | アイドルタイムプリパラ ULTRA MEGA MIX COLLECTION                                                                               | Dressing Pafé | 「Get Over Dress-code（Blacklolita Bit Future Remix）」 | テレビアニメ『アイドルタイムプリパラ』関連曲                                 |
| 2018年11月28日 | アイドルタイムプリパラ ULTRA MEGA MIX COLLECTION                                                                               | SoLaMiDressing | 「Memorial（Y&Co. Eurobeat Remix）」 | テレビアニメ『アイドルタイムプリパラ』関連曲                                 |
| 2019年9月11日  | プロミス！リズム！パラダイス！                                                                                                 | PRI-Crew Friends | 「Crew-Sing! Friend-Ship♡」 | 『プリパラ』関連曲                                                           |
| 2019年10月9日  | KING OF PRISM -Shiny Seven Stars- Song&Soundtrack                                                                              | マッハ北山（山北早紀） | 「叙情ピンフォール」 | テレビアニメ『KING OF PRISM -Shiny Seven Stars-』挿入歌                      |
| 2019年12月25日 | クイーンズブレイド WHITE TRIANGLE キャラクターソングアルバム Trust                                                             | 思議な猫（田村ゆかり）、TRIANGLE                                                                                           | 「Trust（Complete Edition）」 | ゲーム『クイーンズブレイド WHITE TRIANGLE』関連曲                            |
| 2019年12月25日 | クイーンズブレイド WHITE TRIANGLE キャラクターソングアルバム Trust                                                             | テイラー（山北早紀） | 「Shake Period」 | ゲーム『クイーンズブレイド WHITE TRIANGLE』関連曲                            |
| 2019年12月25日 | クイーンズブレイド WHITE TRIANGLE キャラクターソングアルバム Trust                                                             | TRIANGLE | 「TRIPIECE」 「Trust (Original Edition)」 | ゲーム『クイーンズブレイド WHITE TRIANGLE』関連曲                            |
| 2021年6月23日  | キラッとプリ☆チャン♪ソングコレクション 〜 from PRI☆CHAN LAND 〜                                                                | おしゃまトリックス | 「いたずらカーニバル!!」 | テレビアニメ『キラッとプリ☆チャン』挿入歌                                    |
| 2024年11月13日 | プリパラ ソング♪コレクション Melody Moments!                                                                                   | Dressing Pafé | 「Breaking Bloom!!!」 「Stay Tuned」 | 『プリパラ』関連曲                                                           |
| 2024年11月13日 | プリパラ ソング♪コレクション Melody Moments!                                                                                   | シオン (山北早紀)、にの (大地葉)                                                                                           | 「以心伝心パンチライン」 | 『プリパラ』関連曲                                                           |
| 2024年11月13日 | アイドルランドプリパラ ソング♪コレクション OPEN DREAM LAND!                                                                    | Dressing Pafé | 「My Way Star☆」 | Webアニメ『アイドルランドプリパラ』エンディングテーマ・挿入歌                |

### コーラス参加
- かえして！ニーソックス

The Sketchbook 「超新世代アニソンBEST!! 2000年代編 〜The Sketch Rock〜」収録

### 作詞提供
- 鈴木杏奈 「Chasing the dream」（アッシュ井上（ドリームモンスター）と共同、『ワッチャプリマジ!』テレビアニメ第2期オープニングテーマ）